# Caitlin McClatchey
Caitlin McClatchey (ur. 28 listopada 1985 w Portsmouth) – brytyjska pływaczka specjalizująca się w stylu dowolnym, medalistka mistrzostw Świata i Europy.
Uczestniczka igrzysk olimpijskich w Atenach (2004) w sztafecie 4 x 200 m stylem dowolnym (5. miejsce), w Pekinie (2008) na 200 m stylem dowolnym (6. miejsce) i w sztafecie 4 x 100 m stylem dowolnym (7. miejsce) oraz w Londynie (2012) na 200 m stylem dowolnym (7. miejsce), a także w sztafetach 4 x 100 i 4 x 200 m stylem dowolnym (2 x 5. miejsce).
Jej wujkiem jest Alan McClatchey, były brytyjski pływak, brązowy medalista IO w Montrealu w 1976 r. 